# Martin Kent

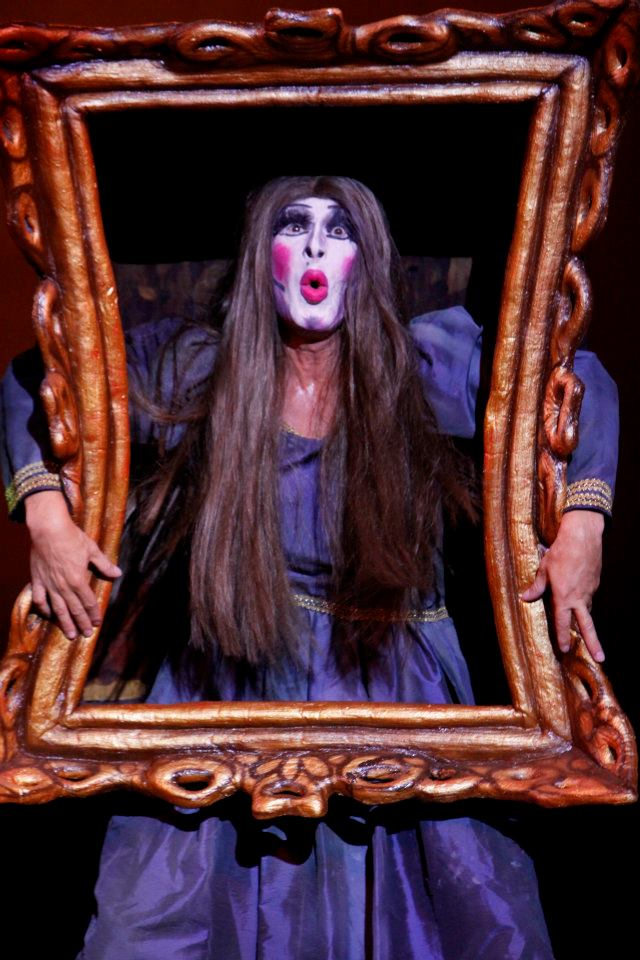
"La MonaRisa", Festival de Teatro de Edimburgo de 2018.

Martín Miguens Latorre, más conocido por su nombre artístico Martin Kent (Bernal, Buenos Aires, 12 de abril de 1967), es un respetado  actor y mimo argentino, nacionalizado español. que adquirió reconocimiento  gracias a los múltiples personajes de su creación . Considerado un influyente Maestro del Teatro físico y exponente del humor slapstick

## Biografía
Martin Kent es el nombre artístico de Martín Miguens Latorre, actor hispano-argentino nacido en Bernal, provincia de Buenos Aires, Argentina, el 12 de abril de 1967. Proveniente de una familia de artistas, hijo de Margarita Latorre y del cantante Carlos Alberto Miguens, conocido cantante bajo el nombre de "Cachito del Sur“. El actor italiano Gianni Lunadei y su padrino Jaime Torres fueron influencias durante su infancia. Comenzó sus estudios de teatro vocacional para niños en la Biblioteca Pública y Complejo Cultural Mariano Moreno, de Bernal, con la actriz Sarah Krell, quien lo introdujo en el mundo del teatro físico, en paralelo a sus estudios primarios, y posteriormente inicia sus estudios de ingeniería en aviación en el EET 7 (IMPA), que abandona para comenzar a trabajar en la productora de cine y televisión Aries Cinematográfica Argentina, bajo la tutela del director Fernando Ayala.
A los 17 años, en 1985, siendo adolescente, su vida da un giro radical cuando conoce en el teatro Maipo a Frankie Kein, que junto al artista inglés Lindsay Kemp y el cine expresionista alemán fueron su mayor influencia artística. Viajó a Ibiza, España, con su tío Hugo Miguens, ex intregrante del grupo musical de folclore argentino Los Bombos de Oro, y su tía, la actriz Mirta Tellería. Allí trabaja en sus inicios como animador bajo la tutela de la entrenadora Vicky Borras en la cadena de hoteles del empresario y político Abel Matutes.
En 1986 produce su primer espectáculo, Aquí está el show, en el Hotel Torre Del Mar y La Goleta, adoptando el nombre artístico de Martín Kent, influenciado por Kein, Kemp y Clark Kent, su ídolo, superhéroe de la infancia y alter ego de Superman.
En 1987 es invitado a actuar en el Casino de Ibiza junto figuras de renombre internacional como Boney M., The Drifters y The Platters durante tres temporadas consecutivas.
En 1989 participa en una pequeña aparición junto a la actriz británica Angela Lansbury en la película de Hallmark Channel filmada en la isla de Ibiza The Shell Seekers.

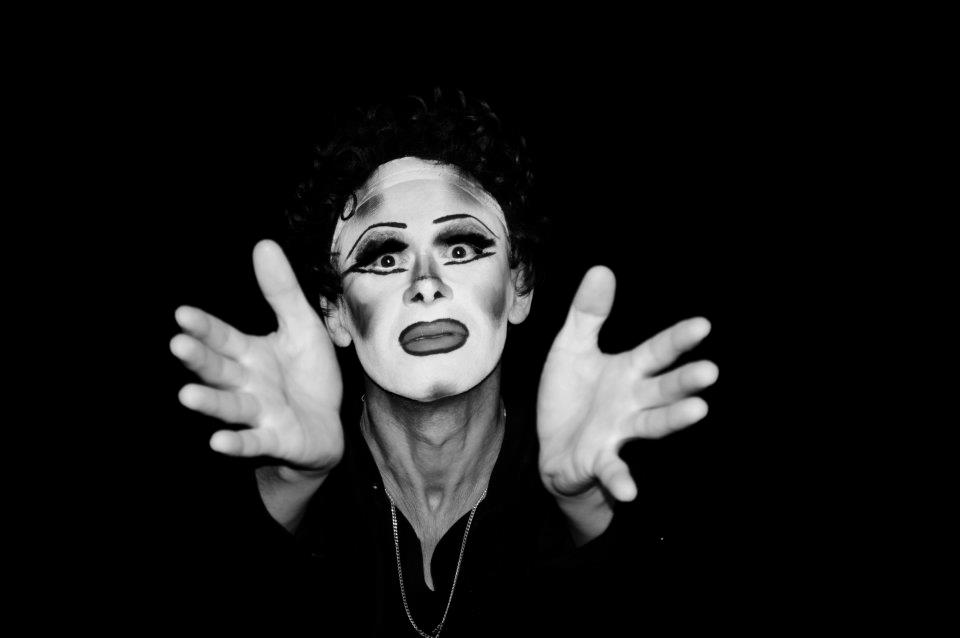
Martin Kent interpretando un tributo al mimo francés Marcel Marceau.

En 1991 abandona Ibiza para instalarse en la ciudad de Benidorm, centro de ocio y entretenimiento de fama internacional donde se establece como espectáculo referente hasta la actualidad y monta numerosas producciones de café-concert para importantes empresarios de la industria del entretenimiento de la ciudad.
En 2010 viaja a Argentina y se presenta por primera vez en el Teatro Margarita Xirgu con la obra cómica de su autoría Slipstick.
En Argentina participa en varios episodios del programa cultural El refugio de la cultura, de Televisión Pública Argentina, producido por Mariela Tedeschi y presentado por el crítico y escritor Osvaldo Quiroga, y en LRA Radio Nacional junto al actor Mosquito Sancineto.

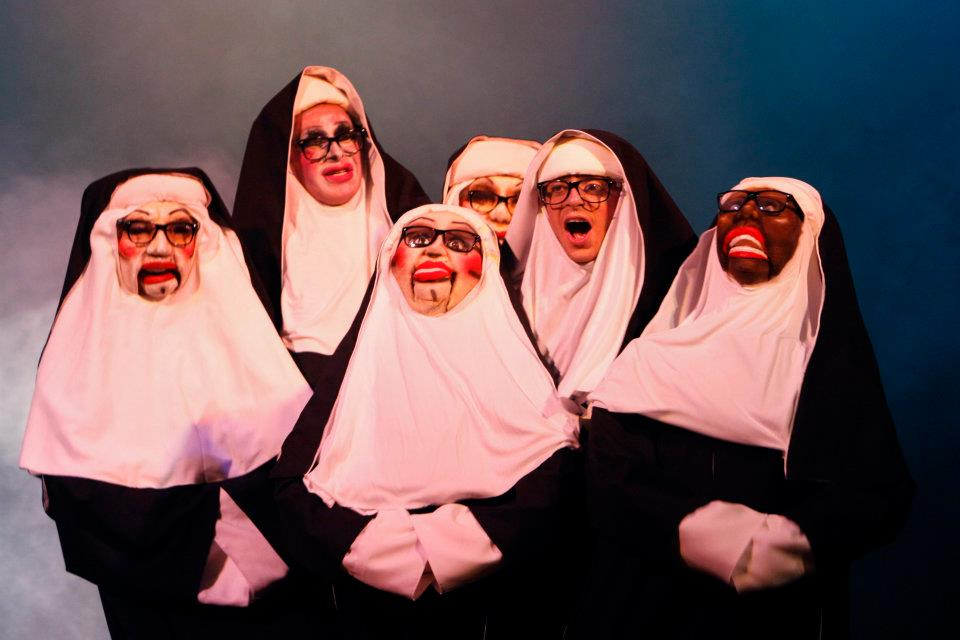
Martin Kent y Adrián Muser en el Teatro La Casona de Buenos Aires.

En 2011, y con motivo de su 25 aniversario, actúa con sus marionetas de Sister Act en el Museo Argentino del Títere durante la Noche de los Museos.
Posteriormente actúa en el Auditorio Belgrano, junto al prestigioso Coro Kennedy bajo la dirección de Raúl Fritzsche y con más de 500 integrantes interpretan I Will Follow Him, de Sisters Act. Luego se despide de Argentina en el teatro Caras y Caretas con La noche de divas, parte del Festival DestravArte, dirigido por Mosquito Sancinetto y junto a Eduardo Solá y Guillermo Gil, figuras de renombre en el mundo del transformismo del país.
En 2012 regresa nuevamente a Argentina con su espectáculo La familia Slipstick, presentándose en el teatro La Casona en Avenida Corrientes, Buenos Aires.
En 2016 participa interpretando a Édith Piaf en los créditos finales del documental de Televisión Española sobre Pedro Zaragoza Orts El hombre que embotelló el sol, de Óscar Bernàcer.
En 2017 se presenta por primera vez representando a España con el apoyo y auspicio de la Embajada de España en Londres y el Spain Art and Culture en el Festival de Edimburgo en el Teatro C Venues, en Adam House.
En 2018 es invitado nuevamente con su producción Slipstick y es nominado en la categoría Cabaret Act en los premios BroadwayWorld Awards del Festival Fringe de Edimburgo, en Escocia.

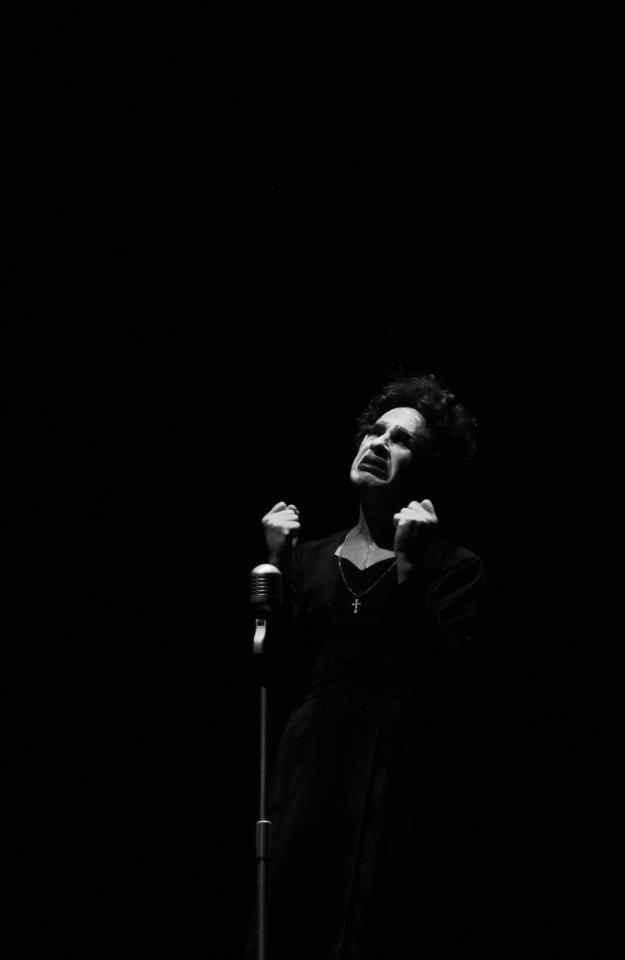
Martin Kent como Edith Piaf en el documental de TVE El hombre que embotelló el sol, de Óscar Bernàcer.

En 2019, Slipstick es invitado a participar en el Hollywood Fringe Festival en California, Estados Unidos.
En 2021 estrena por primera vez en Madrid, en el Teatro Maravillas, su unipersonal El TransforMimo.
En 2025 participa en el premiado documental sobre la vida de Sticky Vicky
Desde 2012 es vegano y activista por los derechos de los animales. Ha sido en varias ocasiones portavoz y miembro  de PETA y apoya causas como la conservación del medio ambiente, el veganismo, así como Amnistía Internacional.

## Espectáculos
Sus actuaciones teatrales incluyen:
- 1986 Aquí está el show (España)
- 1987 The Big Parade (España)
- 1989 The Martin Kent Show (Inglaterra)
- 1991 Martin Kent Live in Benidorm[22] (España)
- 1997 A One Man Show (España)
- 2000 21st Century Kent (España)
- 2004 Uno y personal (España)
- 2007 Rock&Circus Movie Show'- (España)
- 2010 Slipstick[23] (Argentina)
- 2012 La familia Slipstick[24] (Argentina)
- 2014 Starman. A theatrical illusion (España)
- 2017 Slipstick at The Edinburgh Fringe Festival (Escocia)
- 2018 Slipstick is Back! at The Edinburgh Fringe Festival[25] (Escocia)
- 2021 El TransforMimo (España)
- 2023  “Vuelve a Madrid El TransforMimo “ Teatro Bellas Artes